# Ђорђе Деспић
Ђорђе Деспић (Титово Ужице, 1968) српски је професор и књижевник. Докторирао је на Одсеку за српску књижевност на Филозофском факултету у Новом Саду. Пише студије, есеје, критике, поезију.

## Одабрана дела
- Аксиолошки изазови, Књижевна омладина Србије, Београд 2000.
- Спирални трагови (критике и есеји о српском песништву), Народна библиотека "Стефан Првовенчани", Краљево 2005.
- Порекло песме, Агора, Зрењанин 2008.
- Преживети у тексту, Службени гласник, Београд 2011.
- О песничкој структури Љубомира Симовића или поента „гујиног једа“, Зборник радова Песничке вертикале Љубомира Симовића, Институт за књижевност и уметност/ Учитељски факултет, Београд; Дучићеве вечери поезије, Требиње; Београд - Требиње 2011
- О есејистици Миодрага Павловића, Зборник Матице српске за књижевност и језик, књига 61, свеска 2, година 2013.
- Путања модерне српске поезије, Зборник радова "Српска поезија данас" (ур. Миро Вуксановић), Српска академија наука и уметности, Огранак САНУ у Новом Саду, Нови Сад 2014.
- Поезија, проза и есеји Вељка Петровића. У: Вељко Петровић, Антологијска едиција "Десет векова српске књижевности" (приредио Ђорђе Деспић), књига 53. Издавачки центар Матице српске, Нови Сад 2014.
- О речима у огледалу, У: Поезија Драгана Јовановића Данилова, зборник (ур. Иван Негришорац, Ђорђе Деспић), Матица српска, Нови Сад, 2015.
- Поезија и есејистика Миодрага Павловића. У: Миодраг Павловић, Антологијска едиција "Десет векова српске књижевности" (приредио Ђорђе Деспић), књига 79. Издавачки центар Матице српске, Нови Сад 2018.